# 3225 Hoag
Hoag (asteroide 3225) é um asteroide da cintura principal, a 1,780136 UA. Possui uma excentricidade de 0,0530104 e um período orbital de 941,33 dias (2,58 anos).
Hoag tem uma velocidade orbital média de 21,72394894 km/s e uma inclinação de 25,05958º.
Este asteroide foi descoberto em 20 de Agosto de 1982 por Carolyn Shoemaker, Eugene Shoemaker.